# Geoffrey Claeys
Geoffrey Claeys (Brugge, 5 oktober 1974) is een voormalig Belgisch voetballer die momenteel als voetbaltrainer actief is.

## Spelerscarrière
Claeys begon op jonge leeftijd, in 1983, te voetballen bij Cercle Brugge, de club uit zijn geboortestad. In 1992 mocht hij bij die club ook zijn debuut maken in de Eerste Klasse. Dat seizoen bleef het bij die ene wedstrijd. Een jaar later speelde hij regelmatiger en een seizoen later werd hij een vaste waarde bij Cercle.
Claeys speelde als centrale verdediger of middenvelder. De sobere maar efficiënte speelstijl viel op en leverde hem een transfer op naar het Nederlandse Feyenoord in 1996. Na twee seizoenen in Rotterdam, haalde RSC Anderlecht hem terug naar België.
Maar bij Anderlecht kreeg hij niet zoveel speelkansen. En dus vertrok hij al aan het einde van het seizoen. Ditmaal kwam Claeys terecht bij Eendracht Aalst maar in 2000 vertrok hij al naar SK Lierse. Net als bij Anderlecht en Aalst, bleef de verdediger ook daar slechts één seizoen.
In 2001 begon hij bij Excelsior Moeskroen. Claeys werd bij de Waalse club een vaste waarde en uiteindelijk bleef hij in Moeskroen tot 2005. Dat jaar trok Claeys opnieuw naar het buitenland en dit keer niet naar Nederland maar naar het verre Australië. Daar ging Claeys voetballen voor Melbourne Victory. Na een teleurstellend seizoen waar hij door blessures slechts 4 keer in actie kwam zette de Belg op 14 december 2006 een punt achter zijn carrière. In 2007 ging het toch weer spelen voor Torhout 1992 KM, in de Belgische Derde Klasse. Op 1 november 2007 maakte hij ook hier bekend te stoppen met voetballen. In 2009 speelde hij wel nog bij FC Veldegem.
Claeys kwam drie keer uit voor het Belgisch elftal.

## Trainerscarrière
Claeys ging in 2012 aan de slag bij KMSK Deinze als assistent- en jeugdtrainer. In november 2015 volgde hij de ontslagen Dennis van Wijk op als hoofdcoach. De ambitie van de club was het behalen van de top acht, zodat Deinze ook na de voetbalhervormingen van 2016 in het betaalde voetbal kon blijven voetballen. Dit lukte uiteindelijk niet, want Deinze eindigde slechts veertiende, waardoor het werd onderverdeeld in Eerste klasse amateurs.
Na het seizoen 2015/16 keerde Claeys terug naar Australië, waar hij halftijds bij zijn ex-club Melbourne Victory ging werken als jeugdcoach en halftijds bij de Football Star Academy. Claeys werkte twee jaar in Australië en nam nadien een sabbatjaar.
In 2019 werd hij trainer van de Oost-Vlaamse tweedeprovincialer FC Kleit Maldegem. In januari 2021 zetten trainer en club een punt achter de samenwerking. Twee maanden later haalde Knokke FC hem aan boord als assistent-trainer. Claeys vond er met hoofdtrainer Yves Van Borm, onder wie hij al had gewerkt bij Deinze, een oude bekende terug. Toen Van Borm in het voorjaar van 2023 om gezondheidsredenen even aan de kant moest blijven, trad Claeys naar de voorgrond. Niet voor lang, want rond die periode raakte ook bekend dat Claeys op het einde van het seizoen 2022/23 zou stoppen bij Knokke. Dat Knokke eind 2022 besliste om het contract van Van Borm niet te verlengen, speelde volgens Claeys een rol in zijn beslissing.